# Suctobelbella magnicava
Suctobelbella magnicava är en kvalsterart som beskrevs av Chinone 2003. Suctobelbella magnicava ingår i släktet Suctobelbella och familjen Suctobelbidae. Inga underarter finns listade i Catalogue of Life.